# Họ Nhĩ cán
Họ Nhĩ cán hay họ Rong ly (danh pháp khoa học: Lentibulariaceae) là một họ thực vật có hoa ăn côn trùng trong các môi trường sống ẩm ướt, chứa 3 chi với khoảng 320-350 loài là Genlisea (~30 loài), Pinguicula (~80 loài) và Utricularia (~240 loài), phân bố rộng khắp thế giới.

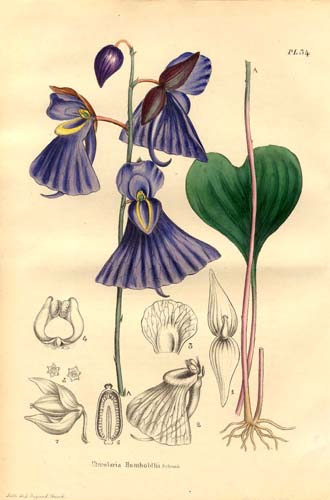
Lentibulariaceae - Utricularia humboldtii

Hai chi Polypompholyx (2 loài) và Biovularia trước đây được coi là chi thứ tư và năm của họ này. Biovularia đã bị nhập vào chi Utricularia, còn Polypompholyx được coi là phân chi của Utricularia. Vị trí của họ này trước đây là thuộc bộ Scrophulariales, nhưng đã được hợp nhất vào bộ Lamiales trong hệ thống phân loại của Angiosperm Phylogeny Group. Các từ đồng nghĩa của Utricularia bao gồm: Akentra, Aranella, Askofake, Avesicaria, Biovularia, Bucranion, Calpidisca, Cosmiza, Diurospermum, Enetophyton, Enskide, Hamulia, Lecticula, Lentibularia, Lepiactis, Megozipa, Meionula, Meloneura, Nelipus, Orchyllium, Pelidnia, Personula, Plectoma, Pleiochasia, Plesisa, Polypompholyx, Saccolaria, Sacculina, Setiscapella, Stomoisia, Tetralobus, Trilobulina, Trixapias, Vesiculina và Xananthes.